# Speyerer Qualitätswettbewerb
Der von 1992 bis 2005 alle zwei Jahre durchgeführte Speyerer Qualitätswettbewerb wurde 1992 von Hermann Hill und Helmut Klages an der Deutschen Hochschule für Verwaltungswissenschaften Speyer ins Leben gerufen. 
Der 1. Speyerer Qualitätswettbewerb 1992 knüpfte an ein Projekt des kanadischen Rechnungshofs zum Thema „Well performing organizations“ an. Daneben wurden andere internationale Qualitätswettbewerbe, wie etwa der Malcolm Baldridge Quality Award in den USA oder der European Quality Award berücksichtigt. Aus dem privaten Management wurden vergleichend die Richtlinien DIN EN ISO 9000 ff., aus dem öffentlichen Bereich die Initiativen der Kommunalen Gemeinschaftsstelle für Verwaltungsmanagement (KGSt) zum Neuen Steuerungsmodell sowie der Bertelsmann Stiftung zum internationalen und nationalen Netzwerk reformorientierter Kommunen herangezogen.
Seit dem 3. Speyerer Qualitätswettbewerb 1996 waren auch Verwaltungen aus Österreich und der Schweiz dazu aufgerufen, sich am Wettbewerb zu beteiligen. Der Speyerer Qualitätswettbewerb wurde seit 2002 durch das Bundesministerium des Innern in Deutschland, durch das Bundeskanzleramt in Österreich sowie durch das Bundesministerium für Finanzen der Schweiz finanziell unterstützt. 
Der Philosophie des Wettbewerbes entspricht es, Vorreiter aufzubauen und periodisch zu Veränderungen im Sinne des Veränderungsmanagements (Change Management) aufzurufen. Als preiswürdig wird eine Idee erst dann erachtet, wenn sie sich in der Praxis bewährt hat.
Dieser Zielsetzung entsprechend waren alle Organisationen, die sich selbst prüfen wollten, ob sie dem Leitbild einer modernen Verwaltung entsprechen und über Spitzenleistungen auf einzelnen Feldern verfügen, zur Teilnahme aufgerufen. Für die Wettbewerbsteilnehmer bestand darüber hinaus die Möglichkeit, sich mit anderen zu vergleichen. So lernten sie die eigenen Stärken und Schwächen kennen, konnten ihre eigenen Stärken nach außen darstellen und erhielten Anregungen von anderen Spitzenverwaltungen.